# Lippstadt
Lippstadt este un oraș din landul Renania de Nord-Westfalia, Germania, din anul 1975 aparține de districtul Soest. Localitatea se află la 70 de km est de Dortmund și la de 30 de km de Paderborn.

## Personalități
- Anton Praetorius (1560 - 1613), pastor care s-a opus torturii și vânătorii de vrăjitoare;
- Martin Niemöller (1892 - 1984), pastor luteran;
- Karl-Heinz Rummenigge (n. 1955), fotbalist;
- Michael Rummenigge (n. 1964), fotbalist, fratele lui Karl-Heinz.

1. ↑  Alle politisch selbständigen Gemeinden mit ausgewählten Merkmalen am 31.12.2018 (4. Quartal) (în germană), Statistisches Bundesamt[*], arhivat din original la 10 martie 2019, accesat în 10 martie 2019